# 최재훈 (배우)
최재훈(1980년)은 대한민국의 배우이다.

## 영화
- 《오직 그대만》 (2011년) - 출동경찰 2 역
- 《코리아》 (2012년) - 남한보안요원 2 역
- 《남산의 부장들》 (2019년) - 경호원 3 역
- 《테우리》 (2019년) - 공장장 역
- 《강철비 2: 정상회담》 (2019년) - 호위총국장교 4 역
- 《자산어보》 (2019년) - 흑산진 아전 2 역
- 《이상한 나라의 수학자》 (2020년) - 국정원 조사관 역
- 《보이스》 (2021년) - 건설현장 인부 역
- 《범죄도시 2》 (2022년) - 사마귀 역 (최춘백이 고용한 킬러들의 행동대장) (첫 천만영화)
- 《비상선언》 (2022년) - 관제팀원 역
- 《영웅》 (2022년) - 일본 형사 역
- 《서울대작전》 (2022년) - 강 회장 부하 1 역
- 《드림》 (2023년) - 일용스틸레드챔피언스 9 역
- 《데드맨》 (2024년) - 국회기자 역
- 《그녀가 죽었다》 (2024년) - 납골당 직원 역
- 《필사의 추격》 (2024년) - 마약범 역

## 드라마
- 《우씨왕후》 (TVING 2024년) - 창헌 역
- 《썸바디》 (NETFLIX 2022년) - 정씨 역